# جاده ئی۲۳ اروپا
جاده ئی۲۳ اروپا (به انگلیسی: European route E23) یکی از جاده‌های اصلی قاره اروپا است.
این جاده که از شهر متز (فرانسه) شروع شده، در شهر لوزان (سوئیس) به پایان میرسد.